# Полденці
Полденці (рос. Полденцы) — присілок у Лодєйнопольському районі Ленінградської області Російської Федерації.
Населення становить 4 особи. Належить до муніципального утворення Доможировське сільське поселення.

## Історія
Згідно із законом від 20 вересня 2004 року № 63-оз належить до муніципального утворення Доможировське сільське поселення.

## Населення
| 1838 | 1862 | 1926 | 1950 | 1997 | 2007 | 2010 |
| ---- | ---- | ---- | ---- | ---- | ---- | ---- |
| 36   | ↘34  | ↗42  | ↘13  | ↘5   | ↘3   | ↗4   |
| 2014 |      |      |      |      |      |      |
| →4   |      |      |      |      |      |      |